# Clube Ciclista Galibier
O Clube Ciclista Galibier é uma sociedade de Pamplona (Navarra, Espanha) que tem como âmbito de actuação o ciclismo amador. O nome da equipa varia em função do patrocinador, sendo na actualidade a Lizarte. A equipa, apesar de contar com um funcionamento independente, actua desde 2008 como filial da equipa profissional navarra Movistar Team, de categoria UCI Pro Team e continuador da Banesto.
Entre os ciclistas que depois de passar pelas suas fileiras deram o salto a profissionais se encontram Joseba Beloki, Isidro Nozal e Andrey Amador.
A equipa contou nas suas fileiras com Enric Pedrosa, irmão do piloto de MotoGP Dani Pedrosa.